# 对称函数环
代数组合学中，对称函数环是n趋近于无穷大时，n元对称多项式环的特定极限。此环是一种通用结构，其中对称多项式间的关系可用一种与n无关的方式表达（但其元素不是多项式也不是函数）。此环也在对称群表示论中起着重要作用。
对称函数环可给出余积和双线性形式，使其成为正定自伴分次霍普夫代数，其是交换的也是余交换的。

## 对称多项式
对称函数研究以对称多项式为基础。多项式环中，在变量的某有限集中，若变量的顺序不会影响多项式的值，则称多项式是对称的。更形式地说，在n元多项式环上有对称群{\displaystyle S_{n}}的环同态作用，其中排列对多项式的作用是根据所用的置换，同时将变量替换成另一个。这作用的不变量构成对称多项式子环。若变量是{\displaystyle X_{1},\dots ,\ X_{n}}，则这种对称多项式的例子是
{\displaystyle X_{1}+X_{2}+\cdots +X_{n},\,}
{\displaystyle X_{1}^{3}+X_{2}^{3}+\cdots +X_{n}^{3},\,}
{\displaystyle X_{1}X_{2}\cdots X_{n}.\,}
稍微复杂一点，
{\displaystyle X_{1}^{3}X_{2}X_{3}+X_{1}X_{2}^{3}X_{3}+X_{1}X_{2}X_{3}^{3}+X_{1}^{3}X_{2}X_{4}+X_{1}X_{2}^{3}X_{4}+X_{1}X_{2}X_{4}^{3}+\dots }
其中求和包含某变量的立方与另两个变量之积（所有变量）。对称多项式有很多种，如基本对称多项式、次方和对称多项式、单项对称多项式、完备齐次对称多项式、舒尔多项式等等。

## 对称多项式环
对称多项式之间的关系往往不取决于n，只是关系中的某些多项式可能需要足够大的n才能定义。例如，多项式立方和{\displaystyle p_{3}}的牛顿恒等式导致
{\displaystyle p_{3}(X_{1},\ldots ,X_{n})=e_{1}(X_{1},\ldots ,X_{n})^{3}-3e_{2}(X_{1},\ldots ,X_{n})e_{1}(X_{1},\ldots ,X_{n})+3e_{3}(X_{1},\ldots ,X_{n}),}
其中{\displaystyle e_{i}}表示基本对称多项式。此式对所有自然数n都成立，唯一值得注意的是，{\displaystyle n<k}时，{\displaystyle e_{k}(X_{1},\ \dots ,\ X_{n})=0}。可以将其表为方程
{\displaystyle p_{3}=e_{1}^{3}-3e_{2}e_{1}+3e_{3}}
其与n无关，且在对称函数环中成立。环中，对所有整数{\displaystyle k\geq 1}有非零元{\displaystyle e_{k}}，且环中任何元素都可用元素{\displaystyle e_{k}}的多项式表达式给出。

### 定义
对称多项式环可定义在任意交换环R上，可记作{\displaystyle \Lambda _{R}}。基本情形是{\displaystyle R=\mathbb {Z} }。环{\displaystyle \Lambda _{R}}实际上是分次R-代数，有两种主要构造，下面给出第一种，可见于(Stanley, 1999)，第二种可见于(Macdonald, 1979)。

#### 作为形式幂级数环
最简单（仍有点繁琐）的构造始于R上的（可数）无穷多元形式幂级数环{\displaystyle R[[X_{1},X_{2},...]]}。此幂级数环的元素形式上是无穷级数，包含R中系数乘以单项式，后者是有限多变量的有限次幂之积。将{\displaystyle \Lambda _{R}}定义为由满足以下条件的幂级数S组成的子环：
1. S在变量的任何排列下都不变；
2. S中单项式次数有界。

注意，由于第二个条件，此处幂级数只是为了允许无穷多一定次数的项，而非所有可能次数的项。允许这样做是必要的，比方说，包含项{\displaystyle X_{1}}的元素为维持对称性也应包含项{\displaystyle X_{i}\ (i>1)}。不同于整个幂级数环，子环{\displaystyle \Lambda _{R}}按单项式的总次数分次：由于条件2，{\displaystyle \Lambda _{R}}中的所有元素都是{\displaystyle \Lambda _{R}}中齐次元素的有限和（其本身是等次项的无限和）。对所有{\displaystyle k\geq 0}，元素{\displaystyle e_{k}\in \Lambda _{R}}被定义为k个不同变量所有积的形式和，这显然是k次齐次的。